# Metallic Spheres
Metallic Spheres – studyjny album zespołu The Orb oraz byłego wokalisty i gitarzysty Pink Floyd - Davida Gilmoura, wydany w 2010 roku przez wytwórnię Columbia Records.

## Lista utworów
1. Metallic Side (28:42)
  1. Metallic Spheres
  2. Hymns to the Sun (Gilmour/Paterson/Youth//Nash)
  3. Black Graham (Gilmour/Paterson/Youth/Mello)
  4. Hiding in Plain View (Gilmour/Paterson/Youth/Bran)
  5. Classified
2. Spheres Side (20:12)
  1. Es Verda
  2. Hymns to the Sun (Reprise)
  3. Olympic
  4. Chicago Dub
  5. Bold Knife Trophy
3. Cult of Youth Ambient Mix (Parts 1 & 2) (Edit) (5:35) (bonus track tylko na iTunes oraz Beatport)

Wszystkie, z wyjątkiem opisanych, utwory skomponowali David Gilmour, Alex Paterson i Youth

## Wykonawcy
- David Gilmour - gitary, śpiew
- Alex Paterson - instrumenty klawiszowe, scratch, manipulacja dźwiękowa
- Youth - gitara basowa, instrumenty klawiszowe, programowanie
- Tim Bran - instrumenty klawiszowe, programowanie
- Marcia Mello - gitara akustyczna (w "Black Graham")
- Dominique Le Vac - chórki